# Copidosoma breviusculum
Copidosoma breviusculum är en stekelart som beskrevs av Hoffer 1980. Copidosoma breviusculum ingår i släktet Copidosoma och familjen sköldlussteklar. Inga underarter finns listade i Catalogue of Life.